# أرسين سركسيان
أرسين سركسيان (بالأرمنية: Արսեն Սարգսյան)‏ هو منافس ألعاب قوى أرميني، ولد في 13 ديسمبر 1984 في وانادزور في أرمينيا.

## وصلات خارجية
- أرسين سركسيان على موقع الاتحاد الدولي لألعاب القوى (الإنجليزية)
- أرسين سركسيان على موقع أوليمبيديا (الإنجليزية)